# Люцимер
Люци́мер (Люцемер, Люцимерж, Люци́мир; укр. Люцимер, Люцимир) — озеро карстового происхождения в Ковельском районе Волынской области Украины, относится к группе Шацких озёр.

## Расположение
Озеро Люцимер расположено на высоте 163 метра над уровнем моря в юго-восточной части Шацкого национального природного парка, у южной окраины посёлка городского типа Шацк в пределах территории Шацкой поселковой общины (укр. Шацька селищна громада).
Относится к бассейну Вислы, располагаясь в междуречье Западного Буга и Припяти.

## Описание
Озеро Люцимер имеет форму, вытянутого в направлении с юго-запада на северо-восток, неправильного овала, вытянутого с севера на юг. Береговая линия имеет плавные очертания, кроме южного берега, который сильно изрезан косами и лагунами. На северо-восточном берегу мыс образует обширный залив.
Общая площадь озера составляет 4,84 (4,3) км². Длина водоёма — 3 км, ширина около 2 км. Наибольшая глубина озера — 15 (11,2) м, средняя глубина — 4 м. Длина береговой линии — 8,5 (8,7) км. Наибольшей глубины озеро достигает в центральной части (9 метров) и в заливе на северо-востоке, где примерно в 10 метрах от берега находится узкая воронка глубиной 15 метров. Питание от осадков и грунтовых вод. Летом уровень воды может колебаться в пределах 40 сантиметров, в зависимости от количества осадков, что существенно влияет на береговую линию, отодвигая её на 20—80 метров вглубь озера.
Прозрачность воды в озере достигает 1,6 м. Кислотность колеблется от 6,6 рН зимой до 7,9 рН летом. Вода гидрокарбонатно-кальциевая. Концентрация азота — 0,90 мг/дм³, фосфора — 0,07 мг/дм³. Аэрация — 96—106 %.
Соединено протоками с соседними озерами — Черным на западе и Круглым на северо-востоке, также в озеро впадает водоток из Рыпицкого болота.

## Фауна
В озере водятся: линь, лещ, карась, карп, сом, щука. Акклиматизирован угорь.

## Значение
Используется для разведения водоплавающих птиц.
| Вылов (т)   | 2013 год | 2014 год | 2015 год |
| ----------- | -------- | -------- | -------- |
| Лимит       | 18,69    | 24,32    | 28,75    |
| Фактический | 0,2315   | 0,041    | 0,304    |

У озера обустроены места отдыха.

## Экология
Озеро загрязняется сточными водами, что приводит к ускорению процессов эвтрофикации водоёма.

## Археология
На Шацком городище на берегу озера Люцимер найден бронзовый щиток перстня-печати XII—XIII веков с изображением волка с обёрнутой назад головой. На обратной стороне еле заметные остатки кольца.